# Causa sui
Causa sui (tradus: „cauza de sine”) este un termen latin care desemnează ceva ce este generat în sine. Folosit în legătură cu scopul pe care obiectele îl pot atribui singure, conceptul a fost central în lucrările lui Baruch Spinoza, Sigmund Freud, Jean-Paul Sartre și Ernest Becker⁠(d).

## În științe sociale
În cazul lui Freud și Becker, conceptul a fost adesea utilizat ca un vas al nemuririi, prin care ceva putea crea sens sau continua să creeze sens dincolo de propria viață.
Norman O. Brown⁠(d), în celebra sa carte Life Against Death („Viața împotriva morții”), susține că complexul oedip al lui Freud este esențial causa sui („tată-de-sine”), unde, după recunoașterea traumatică că suntem separați de mamă — că suntem 'alții' — căutăm reunirea cu mama.

## În teism
În teismul occidental tradițional, deși Dumnezeu nu poate fi creat de nicio altă forță sau ființă, El nu poate fi definit drept causa sui, deoarece aceasta ar implica ideea spinozistă-panteistă de „devenire”, care contrazice credința teologiei scolastice că Dumnezeu este incapabil de schimbare.
Conceptul catolic...despre Dumnezeu ca fiind absolut independent și autoexistent prin natură și, în consecință, perfect, fără nicio posibilitate de schimbare din toată eternitatea, este total opus conceptului panteist de ființă absolută sau pură [care] evoluează, se determină și se realizează pe sine de-a lungul timpului.
Schimbarea implică dezvoltare, iar din moment ce Dumnezeu este considerat Perfecțiunea Absolută, nu mai este necesară nicio schimbare: El este așa-numitul Actus purus⁠(d), sau aseitate. În schimb, teologia procesului recentă introduce acest concept printre atributele lui Dumnezeu în creștinism.
Pe de altă parte, în Japji Sahib⁠(d), Guru Nanak (întemeietorul sikhismului) îl definește pe Dumnezeu ca fiind autoexistent.